# Phrynobatrachus tokba
Phrynobatrachus tokba là một loài ếch trong họ Petropedetidae.
Nó được tìm thấy ở Bờ Biển Ngà, Ghana, Guinea, Liberia, và Sierra Leone.
Các môi trường sống tự nhiên của chúng là các khu rừng ẩm ướt đất thấp nhiệt đới hoặc cận nhiệt đới, vườn nông thôn, và các khu rừng trước đây bị suy thoái nặng nề. Loài này đang bị đe dọa do mất môi trường sống.